# Hymenophyllum lyallii
Hymenophyllum lyallii là một loài dương xỉ trong họ Hymenophyllaceae. Loài này được Hook. f. mô tả khoa học đầu tiên.
Danh pháp khoa học của loài này chưa được làm sáng tỏ. 